# Ydnekachew Tessema
Ydnekachew Tessema, auch Yidnekachew Tessema (amharisch ይድነቃቸው ተሰማ; * 11. September 1921 in Jimma; † 19. August 1987 in Addis Abeba) war unter anderem Präsident des afrikanischen Fußballverbandes CAF von 1972 bis 1987, Fußballnationalspieler Äthiopiens und Mitbegründer des  Äthiopischen Fußballverbandes.
Er spielte zwischen 1948 und 1954 15 mal für die äthiopische Fußballnationalmannschaft und erzielte ein Tor. Mit 14 trat er dem Fußballverein Saint-George SA bei und spielte für ihn 23 Jahre. Er soll der erste Fußballer Äthiopiens gewesen sein, welcher mit Fußballschuhen gespielt hat.
Nach seiner aktiven Fußballerzeit wurde er Trainer seines Klubs St. George und Nationaltrainer seines Landes. Unter seiner Regie errang die Nationalmannschaft ihren größten Erfolg, den Afrikameistertitel 1962. Sein erster Radio-Livekommentar eines Fußballspiels 1963 war der zum WM-Qualifikationsspiel gegen Israel aus Tel Aviv.